# استعدادسنجی
استعدادسنجی (به انگلیسی: Talent Survey) موضوع بسیار مهمی است که می‌تواند در سعادت هریک از افراد جامعه و سعادت کل جامعه نقش به سزایی ایفا نماید.
«فلسفه استعدادسنجی» به خلقت انسان بازمی‌گردد که خالق در هر انسانی استعدادهای ویژه و منحصر به فردی را قرار داده‌است که اگر  انسان بتواند آن استعدادها را شناسایی و متناسب با علایق و رغبت‌های خود به سمت شکوفایی آن‌ها حرکت نماید، علاوه بر آنکه از زندگی خود حداکثر لذت را خواهد برد، در جامعه خود نیز حداکثر اثرگذاری مثبت را خواهد داشت. در علم روان‌شناسی گرایشی وجود دارد به نام روان‌سنجی که متخصصین این رشته ابزارهایی را طراحی می‌نمایند که به کمک آن‌ها می‌توان استعداد و علایق افراد و نیز هوش و شخصیت آن‌ها را ارزیابی نمود و میزان رضایتمندی آنان را از بخش‌های مختلف زندگیشان ارزیابی کرد. این ابزارها در کشورهای توسعه یافته از حدود هفتاد سال پیش مورد توجه قرار گرفته و هر روز با تلاش دانشمندان بر دقت و جزئیات آن افزوده شده‌است.
مهم‌ترین نیاز امروز کشورهای در حال توسعه، توجه به عامل انسانی به عنوان مهم‌ترین رکن توسعه و توجه به ضرورت ساخت ابزارهای مناسب برای شناخت استعداد و علایق تک تک افراد جامعه و هدایت آنان به سمت شکوفایی استعدادهایشان می‌باشد. اگر زندگی انسان در مدار میتنی بر استعداد و علایق او قرار گیرد، در این صورت انسان از همه لحظات زندگی لذت خواهد برد و در مسیر زندگی از پیشرفت برخوردار خواهد بود و رضایتمندی او از زندگی موجب عدم گرایش او به آسیب‌های اجتماعی و بزهکاری خواهد شد. با این مقدمه می‌توان گفت که جامعه ای از شرایط ایده‌آل برخوردار خواهد شد که همه اعضای آن استعدادها و علایق خود را شناخته باشند و در مسیر شکوفایی آن حرکت کرده باشند و حکومت‌هایی موفق تر خواهند بود که زمینه را برای نقش آفرینی نخبگان در طراحی ابزارهای استعدادسنجی فراهم و افراد جامعه را به روش‌های مختلف برای شناخت استعداد و علایق خود ترغیب و خدمات استعدادسنجی و ارائه مشاوره روان‌شناختی را به سهولت و با کمترین هزینه در اختیار آنان قرار دهند.
تمرکز بر کمک به افراد جامعه برای اتخاذ سه تصمیم مهم و کلیدی در زندگی نقش مؤثری در پیشرفت جامعه و پیشگیری از آسیب‌های اجتماعی و حداکثر شدن رشد اقتصادی یک کشور خواهد داشت و این سه تصمیم عبارتند از: "انتخاب رشته تحصیلی"- "انتخاب شغل" و "انتخاب همسر". برای تحقق این امر، فراگیر شدن انجام آزمون های استعدادسنجی از سوی همه گروه های مردم از یک طرف و تولید پرسشنامه های تخصصی متناسب با فرهنگ کشور و آموزش متخصصین درخصوص نحوه استفاده از این آزمون ها و ارائه مشاوره به آحاد مردم از طرف دیگر بایستی مورد توجه قرار بگیرد.

## استعدادسنجی برای گروه های مختلف جامعه با اولویت نیروی کار

### دانش آموزان
دانش آموزان و خانواده های آنان مهمترین گروه برای استعدادسنجی می باشند، چرا که نیروی کار آینده کشور را تشکیل می دهند. تبیین اهمیت استعدادسنجی برای دانش آموزان و خانواده آنان از سال اول دبستان و استمرار آن در سال های بعد موجب می شود تا دانش آموزان و خانواده های ایشان به اهمیت انتخاب رشته تحصیلی براساس استعداد و علایق دانش آموزان واقف شده و با مراجعه به مراکزی که چنین خدماتی را ارائه می نمایند، نسبت به شناخت و سنجش استعداد و علایق خود و فرزندانشان اقدام و در مسیر شکوفایی آن گام بردارند.

### دانشجویان
دانشجویان گروه دیگری هستند که در زمان کوتاهی وارد بازار کار خواهند شد. چنانچه ایشان از استعدادها و علایق خود مطلع باشند و در مسیر شکوفایی آن ها حرکت و تلاش نمایند، در این صورت می توانند در زندگی شخصی خود به حداکثر موفقیت دست یافته و در اقتصاد ملی نیز بهترین نقش را ایفا نمایند.

### نیروی کار فعال
نیروی کار کشور از جمله مهمترین گروه هایی می باشد که چنانچه استعدادسنجی را به طور جدی دنبال نماید در این صورت علاوه بر هدایت به سمت مشاغل همسو با استعداد و علایق خود، از چنین شغلی رضایت خواهد داشت و مسیر پیشرفت را طی خواهد نمود و موجب بهبود درآمد خود و نیز بهبود تولید ناخالص داخلی برای کشور خواهد شد.

## تعریف استعداد
جمیله علم الهدی دانشیار دانشگاه شهید بهشتی، عاتکه فاسم زاده دانشجوی دکتری فقه و مبانی حقوق اسلامی در دانشگاه مازندران و هاجر مهاجر دارایی کارشناس ارشد روان‌شناسی بالینی در مقاله ای با عنوان «مفهوم‌شناسی «استعداد» با مثابه یکی از عوامل رشد در قرآن از منظر علامه طباطبایی و صدرالمتآلهین» که در زمستان سال ۱۳۹۸ در شماره ۳۰ نشریه آموزه‌های قرآنی دانشگاه علوم اسلامی رضوی به عنوان مقاله علمی-پژوهشی منتشر گردیده‌است چنین آورده‌است: «یکی از ابعاد وجودی انسان استعداد اوست و براساس یافته‌های این پژوهش استعدادهای آدمی اموری مجزا از یکدیگر نیستند و تفکیک ذاتی و ماهوی ندارند، بلکه آن‌ها در واقع یک حقیقت تدریجی هستند که با پیدایش هر رتبه از این حقیقت زمینه برای ظهور برخی مراتب دیگر فراهم می‌شود و زمینه ظهور برخی دیگر از میان می‌رود، به این ترتیب استعداد از یک جهت علت رشد و از جهتی دیگر معلول رشد محسوب می‌گردد. یک مرتبه از هر استعداد، ذاتی و مراتب بعدی آن اکتسابی و افاضه ای است. استعدادها بنا بر نیاز و حال انسان‌ها به آن‌ها داده می‌شود و در نهایت کمال استعدادهای خیر است که کمال رشد انسان محسوب می‌گردد.»
معصومه اسمعیلی استاد گروه مشاوره دانشگاه علامه طباطبایی، هادی بهرامی احسان استاد گروه روان‌شناسی دانشگاه تهران و منصوره ابوالحسنی دانشجوی دکتری رشته مشاوره دانشگاه علامه طباطبایی در مقاله علمی- پژوهشی خود با عنوان «دلالت‌های قرآن پیرامون استعدادشناسی» یکی از موضوعات و مقولات مهم و اساسی زندگی انسان که در پیشبرد اهداف فردی و اجتماعی او نقش مؤثر و حائز اهمیتی دارد را مفهوم استعداد و شناخت توانمندی‌های او می‌دانند. در این پژوهش تلاش شده‌است تا به واسطه اشراف خداوند به ساختارهای وجودی انسان، تعریفی مشخص از مفهوم استعداد به شیوه کیفی و به روش استقرایی اکتشافی در قرآن ارائه گردد. برای این منظور تک‌تک واژگان‌قرآن از طریق استقرای‌تام مورد بررسی قرارگرفته اند و شبکه‌مفهومی از واژگانی که هرکدام از وجهی مفهوم استعداد را در خود دارند استخراج شده‌است.
این واژه‌ها عبارتند از: «فِعل»، «قَدر»، «وُسع»، «یُسر»، «عُسر»، «نِعمت»، «فَضل»، «سَبیل»، «کَلَف»، «طوع»، «وَرَث»، «عَمل»، «شَکل» و «طوق».
در نهایت از جمع‌بندی واژگان، تعریفی از استعداد به این شرح بدست آمده‌است: استعداد مجموعه‌ای از توان‌های ذاتی، اکتسابی عمومی و اختصاصی است که در هر کسی ذیل محدوده خاصی به نام شاکله قرار گرفته و به این صورت زمینه و اقتضای ایجاد افعال و اعمال خاصی را همراه با رغبت و اراده‌ای ویژه از گذر مسیری مشخص و سهل‌الوصول‌تر فراهم می-آورد. این توان‌ها وقتی در مسیر مختص خودشان قرارمی‌گیرند برای فرد وسعت و قدرت عمل بیشتری ایجاد کرده، طاقت رویارویی با مشکلات و موانع شکوفایی آن‌ها را به او می‌دهند و در نهایت این فرایند می‌تواند تبدیل به عملی همسنخ با خواست و اراده‌الهی شود.

## ابزار استعدادسنجی
برای استعدادسنجی نیاز به ابزار سنجش استعداد می‌باشد و در این زمینه دانشمندان متعددی اقدام به تهیه آزمون‌هایی با اهداف مختلف نموده‌اند. برخی به دنبال اندازه‌گیری هوش افراد بوده‌اند و برخی به دنبال ارزیابی شخصیت و برخی نیز به دنبال ارزیابی توانمندی و رغبت افراد بوده‌اند. در این میان اساتیدی نیز وقت خود را معطوف نحوه ساخت آزمون‌ها نموده‌اند تا متخصصین حوزه‌های مختلف برای ساخت آزمون‌های خود از مرجع مطمئن و جامعی برخوردار باشند.
در ایران، حسن پاشا شریفی و نسترن شریفی در کتاب «اصول روان سنجی و روان آزمایی»، اصول ساختن پرسش‌های آزمون، نحوه تجزیه و تحلیل پرسش‌های آزمون، نحوه اطمینان از اعتبار و پایایی آزمون‌ها، چگونگی ارزیابی روایی و هنجارسنجی آزمون‌ها و روش اجرا و نمره گذاری آزمون‌های استاندارد بیان گردیده و در فصل دوازدهم نیز روش‌های ساخت انواع آزمون‌ها، مقیاس‌ها و پرسشنامه‌ها به تفصیل توضیح داده شده‌است.
محمود ساعتچی، کامبیز کامکاری و مهناز عسگریان در کتاب «آزمون‌های روان شناختی» به معرفی تعدادی از آزمون‌های روانشناختی که توسط دانشمندان مختلف در دیگر کشورها و برای اهداف و برنامه‌های خاص مورد پژوهش آنان ساخته شده‌است پرداخته اند.
شاهین کتابی، پریا گودرزی و پریا نوری در کتاب «استعدادیابی در ورزش» به موضوع ژنتیک و استعداد ورزشی توجه نموده و با اشاره به رویکرد فیزیولوژیکی در استعدادیابی ورزشی، آزمون‌های سنجش و استعدادیابی ورزشی را در اجزایی مانند استعداد جسمانی و حرکتی، سرعت عمل و عکس العمل، انعطاف‌پذیری، تعادل، توان، استقامت قلبی-عروقی، استقامت عضلانی و انگیزه درونی معرفی نموده و در نهایت استعدادیابی در رشته‌های ورزشی انفرادی شامل تنیس روی میز، شنا، ژیمناستیک، دو و میدانی، کشتی، تکواندو و رشته‌های ورزش‌های تیمی شامل فوتبال، هندبال، والیبال و بسکتبال را ارائه نموده‌اند.
اسفندیار خسروی زاده و علی خسروی زاده در کتاب «استعدادیابی در ورزش» به اهمیت استعدادیابی در ورزش قهرمانی توجه نموده‌اند و با معرفی مدل‌ها و نظام‌های استعدادیابی در ورزش به ویژگی‌های جسمانی، فیزیولوژیک، روانی، عاطفی، ذهنی و شناختی به عنوان عوامل تأثیرگذار در استعداد ورزشی افراد اشاره نموده و تجربیات چند کشور از جمله مالزی، آلمان و بریتانیا را در حوزه استعدادسنجی ورزشی به صورت اختصار ارائه نموده‌است.
در قسمت پایانی این کتاب به سابقه استعدادیابی ورزشی در ایران اشاره شده‌است و سابقه آن را به برگزاری کنگره ورزش مدارس در مشهد در سال ۱۳۷۵ مربوط دانسته‌است. او به انتشار کتاب‌هایی در ارتباط با استعدادیابی در دو و میدانی، استعدادیابی در فوتبال، استعدادیابی در وزنه‌برداری، استعدادیابی در بسکتبال، استعدادیابی در شنا، استعدادیابی در والیبال، استعدادیابی در کشتی، استعدادیابی در ژیمناستیک، استعدادیابی در هندبال، استعدادیابی در دوچرخه سواری، استعدادیابی در جودو، استعدادیابی در کاراته، استعدادیابی در تکواندو و استعدادیابی در بدمینتون به نگارش محققین ایرانی اشاره نموده و از تحقیقی سخن گفته‌است که به بررسی وضع کلی استعدادیابی در ورزش قهرمانی جمهوری اسلامی ایران و تنگناها و چالش‌های فراروی آن توجه شده‌است.
مجید صفاری نیا در کتاب «آزمون‌های روان‌شناسی اجتماعی و شخصیت» به معرفی ۳۲ آزمون و پرسشنامه ای که در حوزه روان‌شناسی اجتماعی و شخصیت توسط خود ایشان و دانشجویانشان ساخته شده‌است پرداخته است.
معصومه شجاعی دانشیار دانشگاه الزهرا در پیشگفتاری که برای کتاب «آزمون‌های روان‌شناسی در علوم ورزش و تمرین» که به قلم نرجس یاوری و فرزانه نارمنجی به رشته تحریر درآمده است به انتشار چهل پرسشنامه و مقیاس روان‌شناسی ویژه محیط‌های ورزشی که اعتبار و پایایی آن‌ها به وسیله محققین ایرانی بررسی شده در این کتاب اشاره می‌نماید و بررسی ویژگی‌های روان سنجی بسیاری از این آزمون‌ها را مربوط به پایان‌نامه‌های کارشناسی ارشد یا رساله‌های دکتری دانشجویان رشته رفتار حرکتی و روان‌شناسی ورزشی می‌داند.
حسین علیان عطاآبادی و حسن کیان در کتاب «استعدادیابی و استعدادپروری»پس از بیان مبانی اولیه استعدادیابی و استعدادپروری، ارتباط استعداد با مقولات مختلف از جمله ساختار فیزیولوژیک مغز و اعصاب، به بیان آزمون‌های مختلف استعدادیابی اعم از آزمون‌های روان سنجی و آزمون‌های خانگی می‌پردازند و در ادامه براساس استعداد و درونداشت‌های اولیه، لزوم ترسیم چشم‌اندازی زیبا به مثابه تابلوی قشنگ آینده فراروی دانش آموزان را مورد توجه قرار می‌دهند.
توماس فون کرافت و ادوین زمکه کتابی با عنوان «کشف و پرورش استعداد»نوشته‌اند که توسط محمدطاهر طاهر به فارسی ترجمه شده‌است. این کتاب با اشاره به اینکه در درون همه کودکان استعدادهایی موج می‌زند که یا اصلاً کشف نمی‌شوند یا خیلی دیر شناخته می‌شوند، شناخت نقاط قوت فرزندان توسط والدین و شکوفا نمودن هدفمند این استعدادها را زیربنای مستحکمی برای آینده موفقیت‌آمیز و رضایت بخش فرزندان می‌داند. نگارندگان این کتاب معتقدند که والدین فرزندان با کمک پرسشنامه‌های علمی که در این کتاب ارائه شده‌است، می‌توانند استعدادهای نهفته در وجود فرزندان خود را کشف نمایند. این کتاب از هفت بخش مهم و اصلی استعداد، شامل تجسم فضایی و تفکر منطقی، مهارت‌های گفتاری و ورزشی، مهارت‌های علمی، خلاقیت و استعداد در موسیقی تشکیل گردیده‌است و با ارائه آزمون‌هایی برای ارزیابی توانمندی کودکان در تعامل، سازگاری اجتماعی و ایجاد انگیزه تلاش که سه عامل تعیین‌کننده برای زندگی در قرن بیست و یکم می‌باشند، امکان ترسیم نمودار استعداد فرزندان و شناخت نقاط قوت و ضعف کودکان را فراهم و زمینه را برای تقویت هدفمند توانایی‌های موردنظر مهیا می‌نماید.
کتاب «سنجش استعداد کودکان» که توسط آلن دویو و سسیل دروئن نوشته شده و از سوی مهران زنده بودی به فارسی ترجمه شده‌است به معرفی آزمون‌هایی که برای تعیین استعداد و توانایی‌های فرزندان شامل حافظه، حس مشاهده، اراده، علاقه به محیط اطراف، ذهنیت منطقی، مهارت دستی، قوه تخیل، حس روابط اجتماعی، خلاقیت، استعداد موسیقی، استعداد ورزشی، استعداد بازیگری، شم اقتصادی، حس ارتباطی، استعداد خوشبختی می‌پردازد.
گانش شرمون و آناویر شرمون کتاب «سنجش استعداد راهنمای ابزارهای سنجش و توسعه مبتنی بر شایستگی» را به رشته تحریر درآورده اند و علی مقدم زاده، محمود زیوری رحمان، میلاد شاهی فر و مریم کاظمی نیاز زحمت ترجمه آن به زبان فارسی را متقبل شده‌اند. این کتاب به تاریخچه استعدادسنجی از سال ۱۹۵۶ در شرکت تلگراف و تلفن آمریکا می‌پردازد و به سنجش استعداد در جذب کارکنان و مدیران در شرکت‌های موفق جهان اشاره می‌کند و با معرفی فعالیت‌های استعدادیابی و آزمون‌های روان سنجی به نحوه نمره گذاری و تفسیر و کفایت داده‌ها و ارائه مطلب، تحلیل و گزارش نویسی می‌پردازد و در پایان نقشه‌برداری مسیر تغییر و دگرگونی در سطح سازمانی را ارائه می‌نماید.
مجموعه آزمون‌های استعداد چند بعدی - ویرایش دوم (MAB-II) به منظور فراهم آوردن آزمونی مناسب و مفید با نمره گذاری عینی توانایی‌های شناخت کلی یا هوش در قالب پنج خرده آزمون کلامی (اطلاعات عمومی- درک و فهم- محاسبه- شباهت ها- واژگان) و پنج حرده آزمون عملی (نماد ارقام- تکمیل تصاویر- تجسم دیداری- تنظیم تصاویر- الحاق قطعات) از سوی داگلاس ان. جکسون تهیه و در کتاب «راهنمای مجموعه آزمون‌های استعداد چند بعدی MAB-II» منتشر گردیده که این کتاب توسط اکبر رضایی به فارسی ترجمه و در عین حال در فرایند ترجمه و اطباق مجموعه آزمون‌های استعداد چندبعدی با فرهنگ ایرانی، تغییراتی نیز در آن ایجاد و روایی آن نیز سنجیده شده‌است.
ثریا جلالی در پیشگفتار کتاب خود با عنوان «استعدادیابی و جانشین پروری کارکنان» تقاضای رو به افزایش کارفرمایان برای جذب نیروهای ماهر از سویی و تمایل کارکنان برای تصاحب و در اختیار قرار گرفتن مشاغل با ارزش از سوی دیگر را موجب نبرد و مبارزه ای با عنوان جنگ استعدادها دانسته و سازمان‌هایی را در این نبرد موفق دانسته‌است که تلاش می‌کنند با بکارگیری رویه‌ها، برنامه‌ها و راهبردهای مناسب، استعدادهایی را که برای تداوم حیاتشان ضروری هستند جذب و نگهداری نمایند. وی می‌گوید: این سازمان‌ها باید بدانند با چه نیازهایی در حال حاضر و در آینده روبه رو هستند تا بتوانند طبق آن استعدادهای بالقوه و بالفعل را از میان کارکنان شناسایی و ییا به عبارتی بر استعدادها مدیریت نمایند.
علی زارعی و مهسا میری در کتاب «هدایت شغلی فرزندان» موضوع هوش‌های چندگانه و استعداد، راهکارهای شناسایی استعداد در فرزندان، رابطه انتخاب شغل با هوش افراد، معرفی مشاغل مختلف با توجه به تیپ شخصیتی و استعداد افراد و نهایتاً مطالب مهمی در ارتباط با انتخاب رشته تحصیلی را بیان نموده‌اند.
کتاب «آزمون و سنجش در مشاوره» توسط ۱۳ نفر از صاحب نظران حوزه‌های مختلف سنجش و مشاوره تدوین و در سال ۲۰۱۸ میلادی منتشر شده‌است. در این اثر ضمن بحث درباره مفاهیم اساسی اندازه‌گیری‌های روان شناختی و رعایت اصول اخلاقی و الزامات قانونی کاربرد آزمون‌ها، روش‌های سنجش در موقعیت‌های مختلف از جمله موقعیت‌های شغلی و سنجش هوش و مشاوره در مدرسه مورد بحث قرار گرفته و متناسب با هریک از این موقعیت‌ها، آزمون‌هایی معرفی شده‌اند.
کتاب «راهنمایی و مشاوره شغلی و نظریه‌های انتخاب شغل»در دو قسمت مجزا و در عین حال مرتبط به هم تهیه و تدوین شده‌است. در قسمت اول به کلیات راهنمایی و مشاوره شغلی برای کمک به کسانی که درصدد آشنایی و شناخت، اجرا و عمل، برنامه‌ریزی و تدریس در زمینه راهنمایی و مشاوره به‌طور عام هستند پرداخته شده‌است و در قسمت دوم کتاب نوزده نظریه مختلف انتخاب شغل شامل نظریه‌های پارسونز، گینزبرگ، سوپر، گانفردسون، هالند، رو، گرامبولنز (یادگیری اجتماعی)، کاپلو، بلو (عوامل اجتماعی)، تیدمن، اوهارا، جلات، چندمحوری شفیع‌آبادی، بریل (روانکاوی) و هاکت، لنت، بران (شناختی-اجتماعی) مورد معرفی و بررسی و بعضاً مقایسه قرار گرفته‌است.
یکی از حیاتی‌ترین ابعاد مدیریت استعداد، متمایز نمودن عملکرد کمومی فرد از توانایی او برای ایفای نقش رهبری در آینده است. عملکرد فعلی لزوماً معیار مناسبی برای تشخیص توانایی فرد در آینده نیست، از این رو می‌توان عواملی را که سبب شناسایی بهتر استعدادها می‌شوند، تعیین و به موضوع کلیدی پرورش استعداد رهبری نیز توجه کرد. در کتاب «مدیریت استعداد در آموزش» ضمن توجه به نکات پیش گفته، از مدیر مدرسه در مقام رهبر مدرسه یاد شده و به مفهوم مدیریت استعداد در سازمان‌ها توجه ویژه شده‌است.
یکی از مهم‌ترین کارهایی که بایستی در دانشگاه‌های کشورمان مورد توجه قرار گیرد، موضوع تولید ابزارهای استعدادسنجی می‌باشد. در حال حاضر در ایران از ابزارهای ترجمه شده دیگر کشورها استفاده می‌شود که معمولاً به دلیل تفاوت فرهنگی میان کشورها و اقوام مختلف، نیازمند بازنگری و بومی سازی هستند به علاوه آنکه در حوزه‌های تخصصی نیز نیازمند ابزارهای سنجش متنوع می‌باشیم که هنوز اقدام جدی و فراگیری در این رابطه صورت نگرفته‌است.
پیش‌بینی می‌شود که با ورود دانشگاه‌ها به این موضوع و تعریف پایان‌نامه‌های کارشناسی ارشد برای تولید ابزار سنجش استعدادها در رشته‌ها و موضوعات مختلف علمی، هنری، ورزشی، خدماتی و تجارت، امکان شناخت صحیح استعدادها و هدایت آن به سمت شکوفایی فراهم گردد.

## اهمیت استعدادسنجی[۳۴]
- همه انسان ها در یک یا چند حیطه استعداد ذاتی بیشتری دارند. استعدادسنجی و شناسایی توانایی‌های ذاتی گاهی به آسانی صورت می‌گیرد، اما اغلب نیاز به انجام ارزیابی‌های دقیق‌تر و کاوش درباره وضعیت توانمندی فرد در زمینه‌های مختلف است.
- مهم‌ترین فایده استعدادسنجی اینست که به کمک آن می‌توان دریافت فرد به چه امکانات و آموزش‌های اضافه‌ای نیاز دارد تا استعدادش شکوفا شود.
- شناسایی استعداد و برنامه‌ریزی زندگی فرد بر مبنای استعداد و علاقه آنها در افزایش کیفیت زندگی فعلی، آینده و بهبود بهزیستی روانی فرد بسیار مهم است.
- با ایجاد فرصت‌های یادگیری پیشرفته در حیطه علاقه و استعداد کودکان، می‌توان تربیت متخصصان در حوزه‌های مختلف را از سن پایین شروع کرد.

## مجوز استعدادسنجی
در اجرای ماده 26 قانون تنظیم بخشی از مقررات مالی دولت مصوب 80/11/27 مجلس شورای اسامی که در جزء (8) بند (ب) ماده (57) قانون احکام دائمی برنام ههای توسعه کشور، مصوب 10 / 11 / 95 مجلس شورای اسامی نیز تصریح گردیده است، مسئولیت صدور مجوز برای موارد 13 گانه موضوع ماده 26 ، به عهده سازمان بهزیستی کشور است.
براساس تبصره 3 ذیل ماده 4 از فصل سوم قانون تشکیل سازمان نظام روانشناسی و خدمات مشاوره جمهوری اسلامی ایران، "برای اشتغال در حرفه های روانشناسی و مشاوره، اخذ پروانه از سازمان و عضویت در آن الزامی است، عضویت در هیئت علمی موسسات آموزش عالی از مفاد این تبصره مستثنی است." همچنین در ماده 5 این قانون آمده است که "مشاوران و روانشناسان برای هرگونه اشتغال در حرفه خود باید دارای‌پروانه از سازمان باشند".
براساس قانون سازمان بهزیستی کشور و سازمان نظام روانشناسی و خدمات مشاوره کشور مسئول صدور مجوز برای فعالیت افراد حقیقی و حقوقی در حوزه استعدادسنجی می باشند.
به منظور اخذ مجوز برای اینگونه فالیت ها می توان به وبگاه درگاه ملی مجوزها مراجعه کرد.

## معرفی برخی آزمون‌های روان شناختی برای استعدادسنجی
آزمون‌های هوش:
1. آزمون هوش هشت‌گانه گاردنر[۳۸] (شامل هشت هوش: هوش کلامی زبانی، هوش ریاضی منطقی، هوش میان فردی، هوش درون فردی، هوش حرکتی، هوش دیداری فضایی، هوش موسیقیایی، هوش طبیعت گرا از طریق تست هوش گاردنر امکان پذیر است.)
2. آزمون هوش ریون (اندازه‌گیری IQ)[۳۹][۴۰][۴۱]
3. آزمون هوش هیجانی بار-آن[۴۲]
4. مقیاس هوش بزرگسالان وکسلر (WAIS)[۴۳][۴۴][۴۵]
5. آزمون استنفورد بینه[۴۶]

آزمون‌های شخصیت:
1. آزمون شخصیت مایرز بریگز MBTI[۴۷][۴۸][۴۹][۵۰]
2. آزمون شخصیت نئو NEO[۵۱][۵۲][۴۲][۵۳]
3. آزمون خود پنداره پیرز-هریس
4. آزمون شخصیت‌شناسی چندوجهی مینه سوتا (MMPI)[۵۴][۴۲]
5. آزمون شخصیت‌شناسی دیسک (DISK)[۵۵][۵۶][۵۷]
6. آزمون شخصیت کتل (Cattell)

آزمون‌های رغبت و خلاقیت:
1. آزمون رغبت سنجی هالند[۳۲]
2. آزمون سنجش خلاقیت عابدی (ACT-CT)[۵۸]
3. آزمون رغبت‌سنج استرانگ[۵۹]
4. آزمون زمینه یاب علایق شغلی کودر
5. آزمون رغبت سنج استرانگ- کمپبل